# Polenta

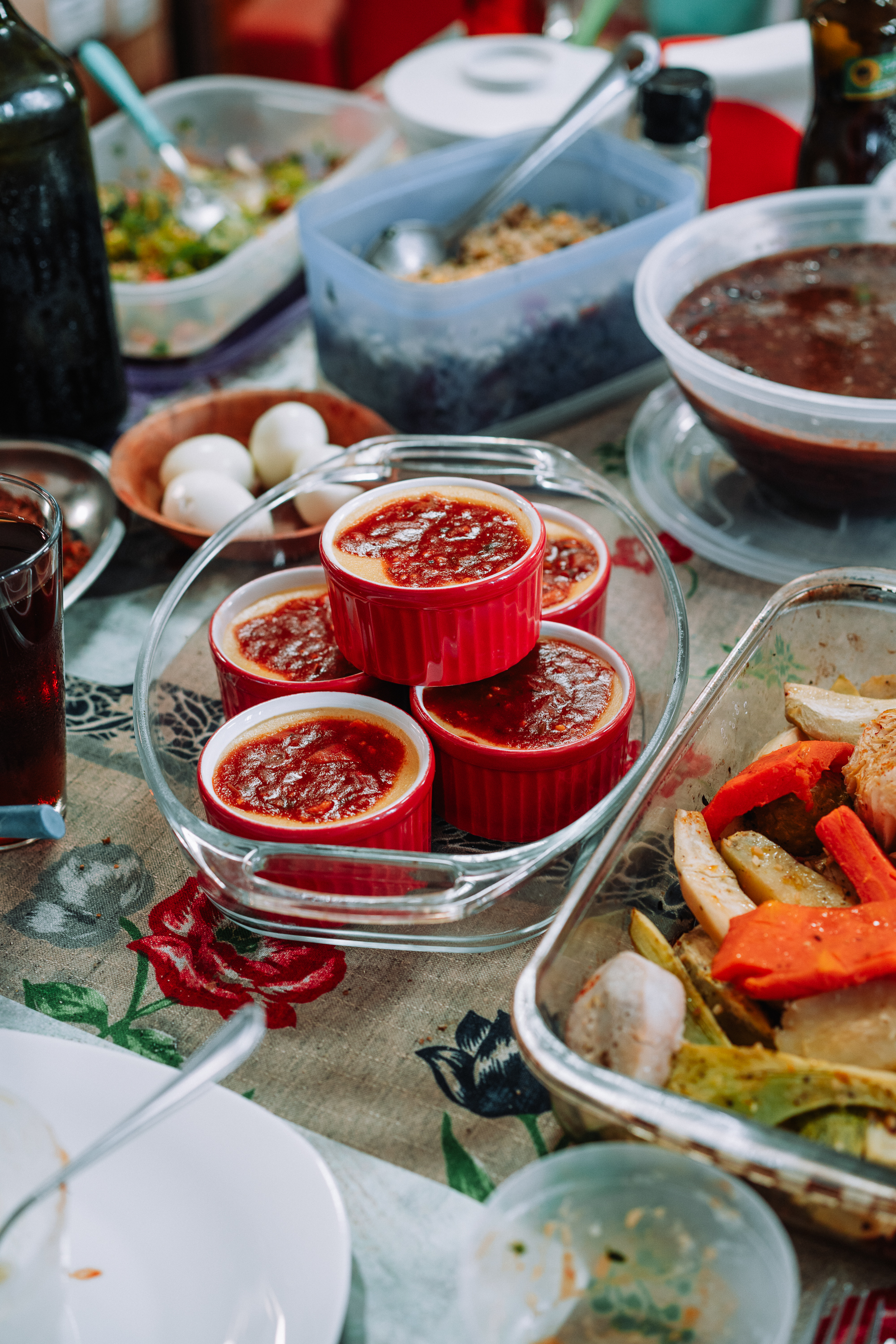
Polenta com molho de tomate, Rio de Janeiro - Brasil.

Polenta é um alimento típico da culinária da Itália, primeiramente feita com trigo e cereais, foi incorporada posteriormente na culinária de vários outros países, como Argentina, Brasil, Romênia e Uruguai com uma base de sêmola de milho que foi replicada da culinária dos nativos americanos.

## História
Antes da chegada de imigrantes italianos, já se consumia, no Brasil, uma forma de polenta de milho denominada angu, que pode ter a consistência de uma polenta firme ou cremosa, mas que nunca era grelhada ou frita. Existe, na Ilha da Madeira, um prato típico muito parecido, as papas de milho, que é consumido logo depois de cozido, a acompanhar peixe, ou então frito, a acompanhar a espetada madeirense de carne de vaca.
A polenta tem origem na região norte da Itália. Constituía a base alimentar (o prato mais consumido) da população e dos legionários romanos. Era feita principalmente de farinha de aveia, mas podiam ser utilizadas farinhas de outros cereais como o trigo.

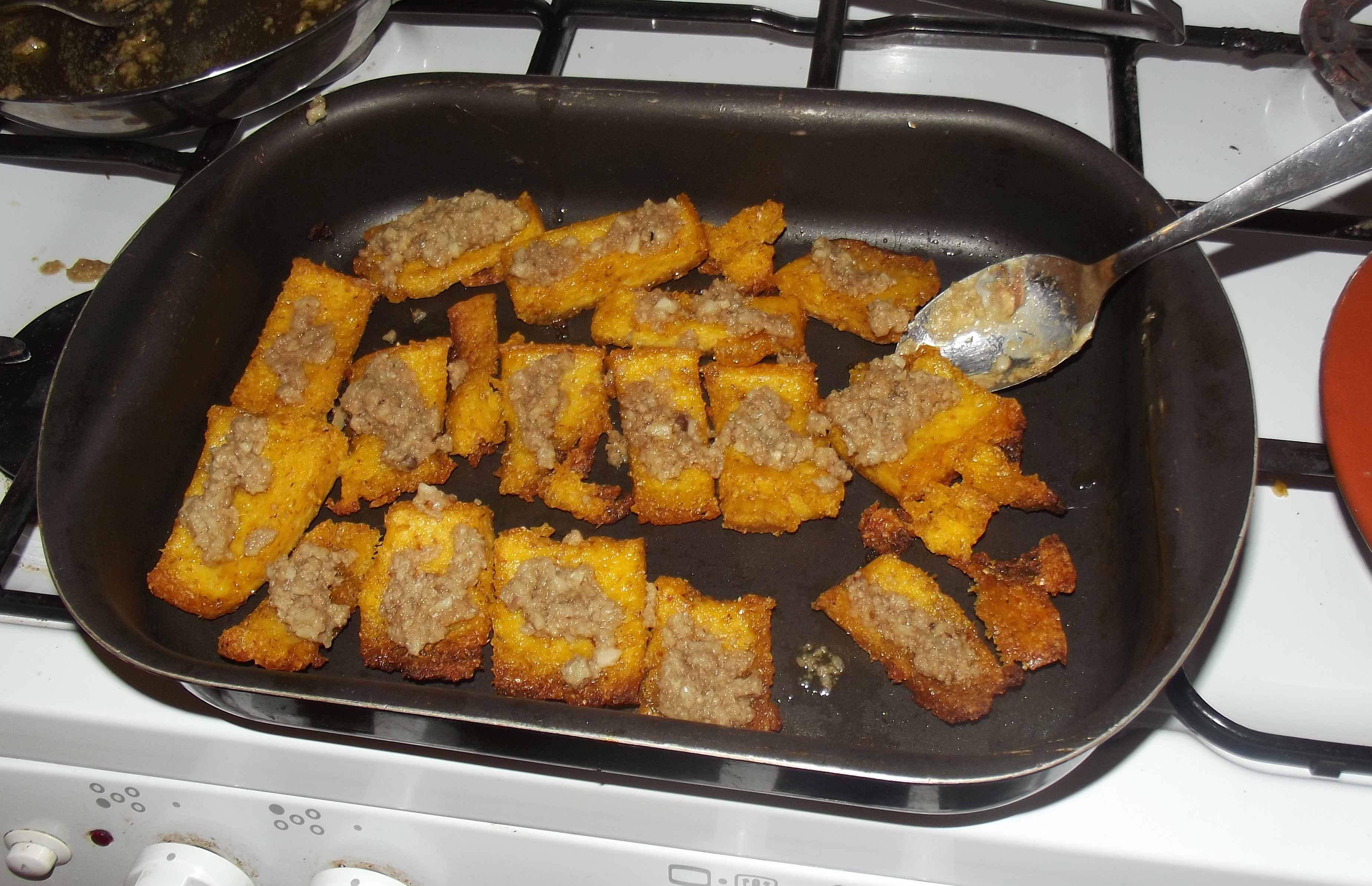
Polenta no forno, acompanhada de bagna càuda.

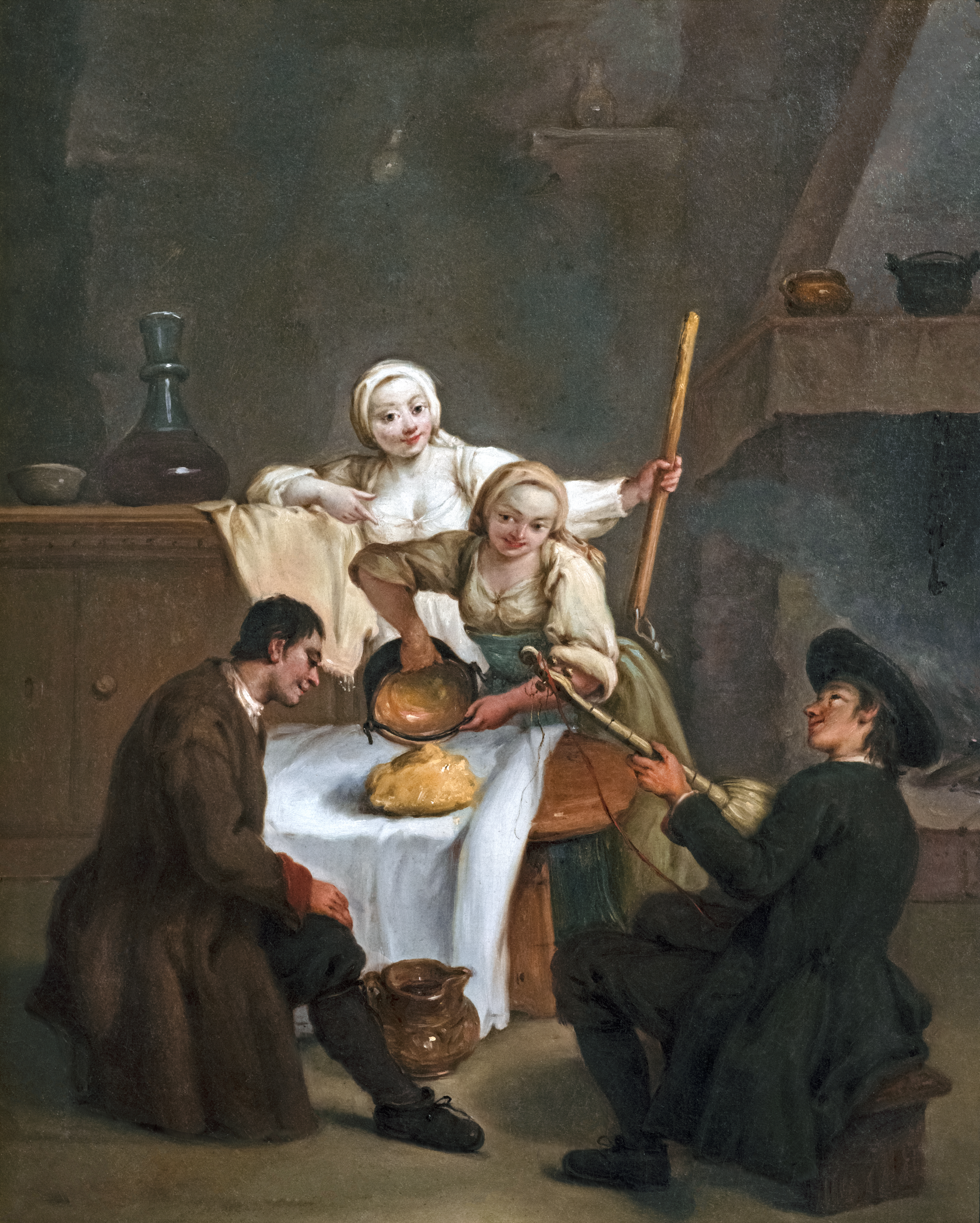
La polenta de Pietro Longhi

Pouco depois da chegada dos espanhóis ao Caribe em 1492, o milho foi introduzido na Europa. Na Itália, o milho passou a ser cultivado primariamente no norte, onde as chuvas são abundantes. A partir de então é que a polenta passou a ser feita de farinha de milho.
A polenta de milho tornou-se o principal prato nas regiões de Veneto e Friuli-Venezia Giulia, onde passou a substituir o pão (feito com trigo) e o macarrão. Inicialmente restrita a essas regiões, em pouco tempo a polenta passou a dominar todos os aspectos da culinária italiana.
Sua textura varia bastante, de firme nas regiões de Veneto e Friuli-Venezia Giulia a cremosa na região de Abruzzi. A polenta sempre foi feita da mesma forma: com bastante esforço e paciência, misturando a pasta de milho em caldeirões de cobre aquecidos sobre o fogo.
Pode ser servida mole, dura, grelhada ou frita. Pode ser recheada com uma miríade de molhos ou outros ingredientes, acrescentados enquanto ela ainda está mole.
Antigamente considerada « comida de pobres », a polenta, hoje, é usada em diversas casas e restaurantes, sem essa conotação. 
Recentemente, a indústria alimentícia lançou polentas pré-preparadas, para serem feitas em refeições instantâneas.